# ناحیه تاتا (یاقوتستان)
ناحیه تاتا (به لاتین: Tattinsky District) یک منطقهٔ مسکونی در روسیه است که در یاقوتستان واقع شده‌است.